# Kefalograviera
Kefalograviera (grec:κεφαλογραβιέρα) és un formatge grec amb Denominació d'Origen Protegida a nivell europeu des del 1996. El kefalograviera es produeix a Macedònia Occidental, Ioannina, Epir i la prefectura d'Etòlia-Acarnània.
És un formatge modern, elaborat per primera vegada el 1967 amb una barreja de 60% llet de vaca i 40% llet d'ovella. Actualment es fa amb llet d'ovella, a la qual s'hi pot afegir llet de cabra en proporció no superior al 10%. És un formatge de textura dura, intermedi entre el kefalotiri i el graviera. La pasta és ferma, de color blanc o groguenc, amb molts forats. Té un sabor suau i lleugerament salat. Té un 40% d'humitat màxima i un mínim de 40% de greix en sec. Sovint s'usa en el plat grec anomenat saganaki, tallat en triangles, enfarinat i lleugerament fregit.